# Ashley Leggat
Pour les articles homonymes, voir Leggat.
Ashley Leggat, née le 26 septembre 1986 à Hamilton, en Ontario, est une actrice canadienne.

## Biographie
Elle est plus connue pour son rôle de Casey MacDonald dans la série Derek (2005). Elle apparaît quelquefois dans l'émission Darcy. Elle est sortie avec le joueur de hockey Wojtek Wolski.Le 6 juillet 2011, Ashley s'est mariée avec son petit-ami de longue date qui est un joueur de hockey Jeremy Williams. 
Elle a également joué dans le film américain, Le Journal intime d'une future star, en  compagnie de Lindsay Lohan, Megan Fox et de plusieurs autres acteurs/actrices. On ne la reconnait pas car elle avait les cheveux blonds pour son rôle de Marcia. On la voit dans un épisode de Buzz Mag jouant son propre rôle.
Ashley a commencé sa formation d'actrice à l'âge de 5 ans au Théâtre Aquarius. Elle a depuis joué dans plusieurs films et séries pour la télévision. En plus d'être une comédienne prometteuse, Ashley chante et danse. Elle a d'ailleurs reçu beaucoup d'éloges pour son interprétation de Baby dans la comédie musicale Dirty Dancing à Toronto.
En 2005, elle tient aussi le rôle de Kelly dans la série 11 caméras de CBS.

## Charité
Leggat appuie Count Me In, le plus grand mouvement de ce genre dirigé par des jeunes. Basé au Canada et fondé par l’activiste     Shane Feldman, la mission ultime de Count Me In est de promouvoir le bénévolat étudiant et d’aider les jeunes à trouver des occasions de service communautaire qui correspondent à leurs intérêts, à leurs passions et à leur mode de vie. Count Me In est le lien entre les adolescents et le secteur caritatif, qui inspire l’engagement communautaire, le leadership et un changement social positif. 
Leggat a organisé la conférence « Count Me In » de 2012, qui a été reconnue comme le plus grand événement d’autonomisation dirigé par les jeunes en Amérique du Nord. Après l’événement, Leggat a tweeté son soutien à Count Me In.

## Filmographie

### Cinéma
- 2004 : Le Journal intime d'une future star (Confessions of a Teenage Drama Queen) de Sara Sugarman : Marcia
- 2009 : The Jerk Theory de Scott S. Anderson : Britney
- 2011 : Mon plus beau Noêl (My Dog's Christmas Miracle) : Chloe Walters
- 2015 : People Hold On : Julia
- 2016 : Day Players (Court-métrage) : Veronica Blackwell
- 2017 : Memory Jog (Court-métrage) : Samantha
- 2017 : Dead Serious (Court-métrage) : Samantha
- 2017 : D+S (Court-métrage) : Samantha
- 2019 : One in Two People (Court-métrage) : Emma
- 2019 : Samanthalogy : Samantha
- 2021 : Witches Midnight (Court-métrage) : Emma

### Télévision
- 1999 : Real Kids, Real Adventures (Série TV) : Michelle
- 2000 : I Was a Sixth Grade Alien (Série TV) : Stacey
- 2001 : A l'épreuve de l'amour (What Girls Learn) (Téléfilm) : Libbie
- 2002 : Mystère Zack (Série TV) : Kristen
- 2004 : The Blobheads (Série TV) : Misty
- 2004 : A Very Married Christmas (Téléfilm) : Une adolescente
- 2004 : Ace Lightning (Série TV) : Kat Adams
- 2005 : 11 caméras (Série TV) : Kelly
- 2005 et 2006 : Darcy (Darcy's Wild Life) (Série TV) : Brittany MacMillan
- 2005-2009 : Derek (Life with Derek) (Série TV) : Casey MacDonald
- 2010 : Aaron Stone (Série TV) : Nikki York
- 2010 : Les enquêtes de Murdoch (Murdoch Mysteries) (Série TV) : Ivy
- 2010 : Vacances avec Derek (Vacation with Derek) : Casey McDonald
- 2010 : Les Aventuriers de Smithson High (Unnatural History) (Série TV) : Whitney Coleman
- 2010 : Vivre sa vie (Made... the Movie) (Téléfilm) : Tiffany
- 2011 : Le Piège des apparences (The Perfect Roommate) : Ashley Dunnfield
- 2011-2012 : Totally Amp'd (Série TV) : Zoe
- 2012 : Une famille peu ordinaire (The Good Witch's Charm) (Téléfilm) : Tara
- 2012 : Esprits Criminels (Criminal Minds) (Série TV) : Sloan
- 2013 : Dévorée par l'ambition (The Perfect Boss) (Téléfilm) : Renee Renfro
- 2013 : Ma famille bien-aimée (The Good Witch's Destiny) (Téléfilm) : Tara
- 2014 : Bienvenue dans la famille (The Good Witch's Wonder) (Téléfilm)  : Tara Russell
- 2015 : Briseuse de couple (The Perfect Girlfriend) (Téléfilm) : Jensyn Bannet
- 2015 : Un soupçon de magie (Good Witch) (Série TV) : Tara Russell
- 2015 : We Are Disorderly (Série TV) : Poppy
- 2015 : La robe de la mère Noël (Charming Christmas) (Téléfilm) : Jessie
- 2016 : Suits, avocats sur mesure (Série TV) : Naomi
- 2021 : Day Players (Série TV) : Veronica Blackwell